# Danny Cruz
Daniel Arthur Quimby Cruz (Petersburg, 3 gennaio 1990) è un allenatore di calcio, dirigente sportivo ed ex calciatore statunitense, di ruolo centrocampista, direttore tecnico e tecnico del Louisville City.